# Glasscock County
Das Glasscock County ist ein County im Bundesstaat Texas der Vereinigten Staaten. Das U.S. Census Bureau hat bei der Volkszählung 2020 eine Einwohnerzahl von 1.116 ermittelt. Der Sitz der County-Verwaltung (County Seat) befindet sich in Garden City.

## Geographie
Das County liegt nordwestlich des geographischen Zentrums von Texas, etwa 100 km vor der südöstlichen Grenze zu New Mexico, und hat eine Fläche von 2333 Quadratkilometern, ohne nennenswerte Wasserfläche. Es grenzt im Uhrzeigersinn an folgende Countys: Howard County, Sterling County, Reagan County, Midland County und Martin County.

## Geschichte
Das Glasscock County wurde am 4. April 1887 aus Teilen des Tom Green County gebildet. Die Verwaltungsorganisation wurde am 28. März 1893 abgeschlossen. Benannt wurde es nach George Washington Glasscock (1810–1868), der im Jahr 1832 gemeinsam mit Abraham Lincoln am Sangamon River einen Fährdienst mit einem Flachboot betrieb. Kurz darauf nahm er am Black-Hawk-Krieg teil und war von 1866 bis 1872 Abgeordneter in der State Legislature von Texas.
Ein Bauwerk des Countys ist im National Register of Historic Places (NRHP) eingetragen (Stand 30. Mai 2019), das Glasscock County Courthouse and Jail.

## Demografische Daten

Alterspyramide des Glasscock Countys (Stand: 2000)

Nach der Volkszählung im Jahr 2000 lebten im Glasscock County 1.406 Menschen in 483 Haushalten und 355 Familien. Die Bevölkerungsdichte betrug 1 Einwohner pro Quadratkilometer. Ethnisch betrachtet setzte sich die Bevölkerung zusammen aus 77,5 Prozent Weißen, 0,5 Prozent Afroamerikanern, 0,1 Prozent amerikanischen Ureinwohnern, 0,2 Prozent Bewohnern aus dem pazifischen Inselraum und 19,1 Prozent aus anderen ethnischen Gruppen; 2,5 Prozent stammten von zwei oder mehr ethnischen Gruppen ab. 29,9 Prozent der Einwohner waren spanischer oder lateinamerikanischer Abstammung.
Von den 483 Haushalten hatten 42,0 Prozent Kinder oder Jugendliche, die mit ihnen zusammen lebten. 67,5 Prozent waren verheiratete, zusammenlebende Paare 2,9 Prozent waren allein erziehende Mütter und 26,5 Prozent waren keine Familien. 23,8 Prozent waren Singlehaushalte und in 7,0 Prozent lebten Menschen im Alter von 65 Jahren oder darüber. Die durchschnittliche Haushaltsgröße betrug 2,91 und die durchschnittliche Familiengröße betrug 3,51 Personen.
33,5 Prozent der Bevölkerung war unter 18 Jahre alt, 7,1 Prozent zwischen 18 und 24, 28,4 Prozent zwischen 25 und 44, 22,0 Prozent zwischen 45 und 64 und 9,0 Prozent waren 65 Jahre alt oder älter. Das Medianalter betrug 34 Jahre. Auf 100 weibliche Personen kamen 108,9 männliche Personen und auf 100 Frauen im Alter von 18 Jahren oder darüber kamen 113 Männer.
Das jährliche Durchschnittseinkommen eines Haushalts betrug 35.655 USD, das Durchschnittseinkommen einer Familie betrug 43.000 USD. Männer hatten ein Durchschnittseinkommen von 27.000 USD, Frauen 27.083 USD. Das Prokopfeinkommen betrug 18.279. 14,7 Prozent der Einwohner (11,5 Prozent der Familien) lebten unterhalb der Armutsgrenze.

## Politik
Bei den Präsidentschaftswahlen 2000 und 2004 erreichte die Republikanische Partei mit den Kandidaten George W. Bush und Dick Cheney im Glasscock County ihre bundesweit besten Ergebnisse auf County-Ebene (92 % im Jahr 2000, 91 % im Jahr 2004).

## Orte im County
- Garden City
- St. Lawrence